# Хикман, Ханс
Ханс Ро́берт Ге́рман Хи́кман (нем. Hans Robert Hermann Hickmann; 19 мая 1908, Рослау, Саксония-Анхальт, Германия — 4 сентября 1968, Бландфорд-Форум, Великобритания) — немецкий музыковед, композитор, дирижёр, педагог и общественный деятель.

## Биография
В 1926 году окончил Галле-Виттенбергский университет. В 1928 году — Берлинский университет имени Гумбольдта. А также Берлинский университет искусств и Королевский институт церковной музыки. Его педагогами в разное время были Арнольд Шеринг, Курт Закс, Эрих Мориц фон Хорнбостель, Йоханнес Вольф, Фридрих Блуме и другие.
Был исследователем музыкальной культуры Египта, Судана и других восточных культур. С 1957 года профессор кафедры этномузыкологии в Гамбургском университете. С 1958 года одновременно возглавил дирекцию студии истории музыки при обществе «Deutsche Grammophon». А в 1959 году, с момента основания Немецкого общества восточной музыки (нем. Deutschen Gesellschaft für Musik des Orients), становится его первым президентом.
Был женат на композиторе и музыковеде Бригитте Шиффер (1909—1986).

## Награды

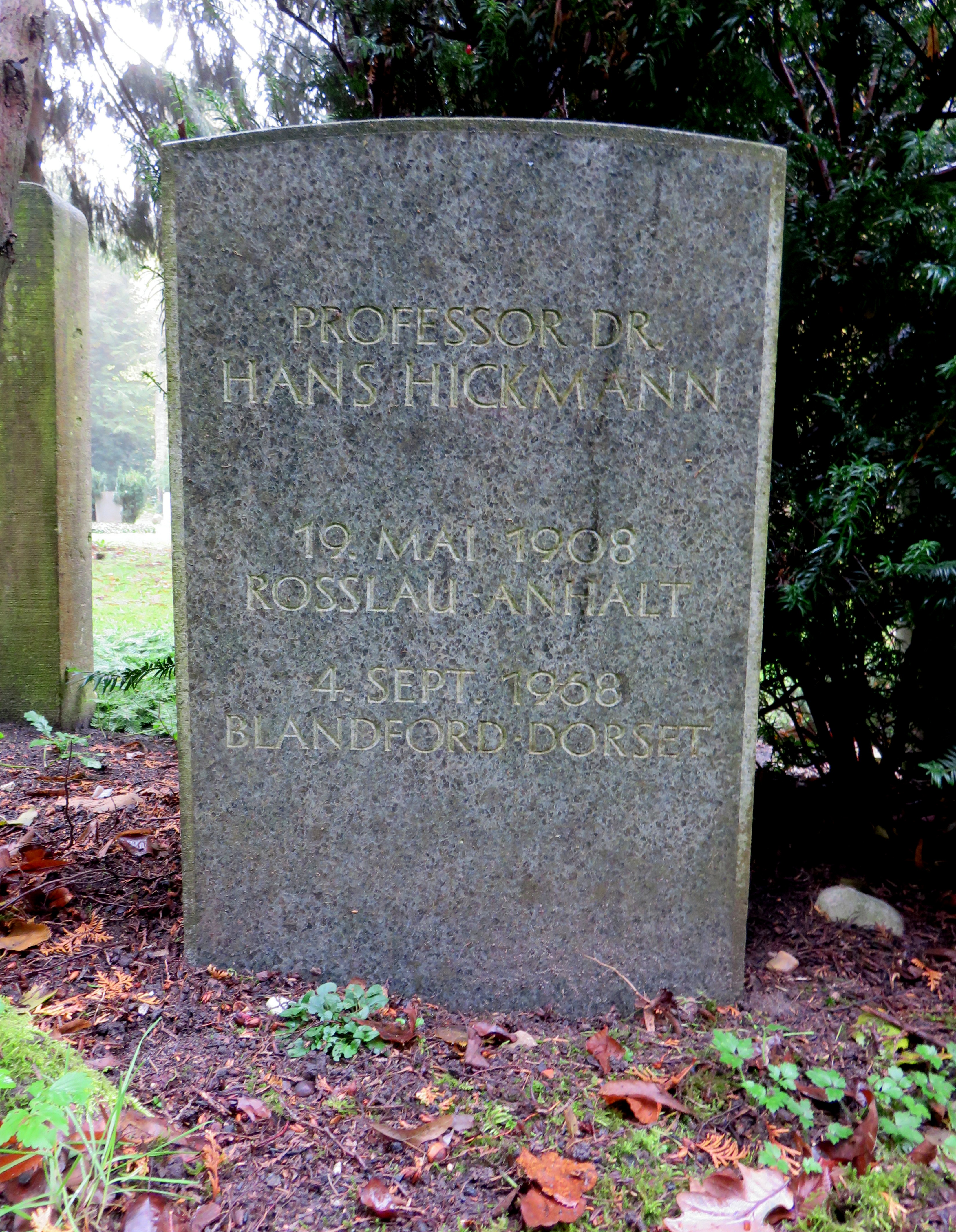
Могила Ханса Хикмана на Ольсдорфском кладбище в Гамбурге

- 1950 — офицер ордена Академических пальм.
- 1957 — орден «За заслуги перед Федеративной Республикой Германия»